# Лукас, Дэвид
Дэвид Аллен Лукас (англ. David Allen Lucas; род. 1956, Филиппины) — американский серийный убийца, совершивший в период с 4 мая 1979 года по 20 ноября 1984 года серию из как минимум 3 убийств на территории города Сан-Диего (штат Калифорния). Настоящее количество жертв Лукаса неизвестно. Он является основным подозреваемым в совершении ещё 3 убийств. Свою вину Дэвид Лукас не признал. Всех жертв преступник убил путём перерезания горла (англ. «Throat-Slash»), благодаря чему серия убийств известна под названием «Throat-Slash Murders». Дело Лукаса было одним из самых продолжительных уголовных дел в истории Сан-Диего.

## Биография
О ранних годах жизни Дэвида Аллена Лукаса известно мало. Известно, что Дэвид родился в 1956 году на территории Филиппин, где его отец Кларенс Лукас, военно-морской офицер проходил на тот момент военную службу. Кроме Дэвида в семье было ещё двое детей. Уже в раннем детстве Дэвид начал испытывать проблемы со здоровьем. У него была диагностирована бронхиальная астма и ночное недержание мочи. Отец Дэвида вёл маргинальный образ жизни, демонстрировал деструктивное поведение по отношению к своим детям и сексуальные девиации. В разные годы Кларенс Лукас был замечен в сексуальных домогательствах по отношению к Дэвиду, к его брату и сестре, вследствие чего согласно их воспоминаниям, между отцом и матерью постоянно происходили ссоры и конфликты, во время которых Кларенс Лукас испытывал сильные приступы гнева, после чего разбивал стены дома и предметы интерьера. Он придерживался авторитарного стиля воспитания детей и постоянно подвергал их дисциплинарным взысканиям и избиениям с помощью рук, ремня и телефонного кабеля. Брат и сестра Дэвида позже свидетельствовали, что наибольшую агрессию отец проявлял именно по отношению к Дэвиду. Сам Дэвид это подтверждал и заявлял, что помимо физического насилия, отец подвергал их другого рода различным унижениям. Так по его словам, однажды он принудил его сестру съесть её же рвотные массы, после того как её настиг приступ тошноты во время семейного обеда. В 1971 году родители Дэвида развелись, после чего он вместе с матерью, братом и сестрой переехал на другое место жительства.
Вследствие того, что Дэвид большую часть детства и юности пребывал в депрессии и испытывал стресс из-за агрессии отца, в 1972 году он был замечен в проявлении агрессии и девиантного поведения по отношению к женщине. В начале 1973 года он был арестован по обвинению в совершении нападения на девушку с применением ножа и в совершении изнасилования. В августе 1973 года Лукас был признан виновным, но будучи несовершеннолетним получил в качестве уголовного наказания незначительный срок лишения свободы и вышел на свободу в начале 1976 года, получив условно-досрочное освобождение. После освобождения, Лукас нашёл работу в компании «Precision Metal», которая занималась ковкой металла и начал встречаться с девушкой по имени Шеннон, которая в начале 1980-х стала его женой. В 1981 году Лукас решил заняться предпринимательской деятельностью. Совместно со своим другом он основал небольшую фирму под названием «M&A Carpet Care», которая предоставляла услуги по чистке ковров, где он проработал до своего ареста на должности менеджера. В начале 1983 года Лукас покинул Сан-Диего и нашёл жилье в небольшом городе Спринг-Вэлли, куда переехал вместе с женой. В этот период он несколько раз арестовывался дорожной полицией за нарушение правил дорожного поведения и вождение в нетрезвом виде, но в совершении серьёзных преступлений замечен не был.
Знакомыми и родственниками Дэвид Лукас характеризовался крайне противоречиво. Близкие родственники отзывались о нём положительно. Младший брат Дэвида, Дон Лукас состоял с ним в близких, доверительных отношениях и впоследствии вспоминал о том, что Дэвид проявлял о нём заботу как о собственном сыне. В одном случае, согласно свидетельствам Дона, Дэвид Лукас рискуя собственной жизни вытащил его из охваченного пламенем гаража в их доме, после того как произошёл взрыв газа во время уборки гаража их отцом. Также он свидетельствовал о том, что Дэвид несколько раз покупал ему продукты и оказывал материальную помощь, когда он был безработным и испытывал материальные трудности. Дон Лукас утверждал, что будучи безработным в конечном итоге лишился жилья, но Дэвид на несколько месяцев любезно предоставил Дону и его семье свой дом в качестве места жительства и принимал участие в воспитании его детей, не применяя к кому-бы то ни было никакой агрессии. Брат Дэвида утверждал, что брат являлся для него духовным наставником и часто давал советы для того, чтобы достичь успеха в семейной жизни и карьере.
Старшая сестра Дэвида, Кэти Лукас МакЭвой также утверждала, что в детстве и юности состояла с братом в близких и доверительных отношениях. Кэти свидетельствовала, что будучи юной девушкой, подвергалась физической агрессии и сексуальным домогательствам со стороны местных хулиганов, но на её защиту всегда приходил Дэвид, который отстаивал её честь в драках с хулиганами. Бывший муж Кэти, Джим Грейвс также заявил, что Лукас не был замечен в проявлении девиантного поведения и агрессии по отношению к женщинам и детям. Он заявил, что Дэвид Лукас поддерживал с ним доверительные отношения во время брака с его сестрой, а также после того, как Грейвс развёлся с Кэти и снова женился другой женщине. Второй супруг Кэти, Марк МакЭвой, свидетельствовал о том, что впервые встретился с Лукасом примерно в 1981 году. МакЭвой заявил, что Лукас обладая инженерным мышлением, помогал ему в ремонтных работах грузовиков и в совершенствовании их конструкции. Он утверждал, что Дэвид никогда не был замечен в проявлении агрессии по отношению к членам семьи и другим жителям округа и имел репутацию делового человека, занятого созданием и развитием бизнес-проектов. Племянники Лукаса Триша МакЭвой и Тимми Грейвс заявили, что Лукас принимал участие в их воспитании и оказал на них хорошее влияние. Триша свидетельствовала о том, что Дэвид оплатил её обучение в школе моделей и всегда был готов поговорить с ней о её планах на будущее и развитие карьеры в модельном бизнесе.
В то же время ряд знакомых Лукаса характеризовали его отрицательно. Соседка Дэвида, Лаура Стюарт жила по соседству с ним и его женой более года. Она свидетельствовала, что супруги часто конфликтовали, устраивали ссоры и Лукас подвергал жену физическим избиениям. В одном случае согласно её утверждениям, после одной из ссор жена Дэвида — Шеннон пыталась уехать на грузовике Лукаса и врезалась в столб, после чего Лукас вытащил её из автомобиля держа за волосы и избил на улице в присутствии многих свидетелей.

## Серия убийств
По версии следствия, первые убийства Дэвид Лукас совершил 4 мая 1979 года в восточной части Сан-Диего, штат Калифорния. Его жертвами стали Сюзанна Джейкобс и её трёхлетний сын Колин. В день убийства муж Сюзанны Майкл Джейкобс проснулся утром и отправился на работу. Он покинул дом в 6:00 утра. Соседка семьи
Маргарет Харрис, жившая через дорогу от дома Джейкобса, впоследствии заявила, что после уезда Майкла Джейкобса, между 8.00 и 9.00 часами утра к дому подъехала спортивная машина тёмно-бордового цвета с чёрным верхом. Позже, примерно с 11:00 до 11:30, Харрис сделала телефонный звонок Сюзанне Джейкобс, который остался без ответа. Примерно в это же время Сюзанне со своего рабочего места позвонил её муж Майкл, который также не получил ответа на звонок. Примерно в 12:30 того же дня к дому Джейкобсов явился курьер Луи Хёнигер, который доставил им набор столовых приборов, который они заказали накануне. Не дождавшись хозяев дома, он оставил упаковку с набором на крыльце дома, после чего уехал.
Около 17:00 вернулся домой Майкл Джейкобс. Войдя в дом, он обнаружил тело мёртвого сына, после чего впал в состояние шока, выбежал из дома и обратился к Маргарет Харрис и её мужу Эду, которые после его рассказа вошли в дом Джейкобса и обнаружили кроме убитого Колина — мёртвую Сюзанну Джейкобс, тело которой находилось в спальне дома. После приезда на место преступления, полиция обнаружила значительное количество крови в ванной комнате и в коридоре дома. На коврике в ванной лежал сложенный, порванный клочок бумаги с рукописными надписями: «Love Insurance» и «280-1700». В ходе расследования полиция установила, что убийца перерезал горло ребёнку в ванной комнате, но он не потерял сознание, а сумел дойти из ванной в спальню, где рухнул на пол и скончался. Сюзанна Джейкобс по версии следствия была убита в спальне дома, о чём свидетельствовала поломанная мебель и другие следы борьбы. Женщина во время нападения оказала своему убийце ожесточенное сопротивление. В обеих её руках были обнаружены крупные пряди светлых волос, которые она сумела во время борьбы вырвать из волос преступника. На теле женщины были обнаружены синяки, два ножевых ранения в области спины, одно ножевое ранение в область живота с повреждением печени, но она согласно результатам судебно-медицинской экспертизы — не подверглась сексуальному насилию и была обнаружена полностью одетой. Убийца перерезал Сюзанне Джейкобс горло, вследствие чего её кровь была обнаружена на предметах мебели, полу, простынях и даже на прилегающей к комнате двери и дверном косяке. В ходе осмотра места преступления сотрудники правоохранительных органов обнаружили на полу комнат дома несколько окровавленных отпечатков мужской обуви с характерным протектором подошвы всемирно известного итальянского бренда подошв «Vibram», которые используют компании, занятые в металлургическом и горнодобывающем производстве. Все следы были одинакового размера и имели одинаковый рисунок, вследствие чего следствие пришло к выводу, что убийца действовал один.
По словам судебно-медицинского патологоанатома Дэвида Кацуямы, преступник перерезал горло своим жертвам, применив при этом большую физическую жертву, так как зияющие раны на шее обнажали позвоночник. По мнению Кацуямы, раны Колину и Сюзанне были нанесены ножом средней длины с острым и относительно жёстким лезвием. 11 мая 1979 года лаборант Пэт Стюарт сделал несколько фотографий обнаруженного на месте преступления клочка бумаги с надписью «Love Insurance». Затем он применил нингидрин, химическое вещество, с помощью которого обнаружил частичные отпечатки пальцев, окрашивая их в цвет от светло-розового до тёмно-фиолетового. Три дня спустя эксперт по дактилоскопии из полицейского управления Сан-Диего Ли Эммерсон исследовал частичный отпечаток пальца на этом клочке бумаге и обнаружил пять-шесть опознаваемых точек, которых, по его мнению, было недостаточно для определения того, кому принадлежал отпечаток, но которые можно было использовать для устранения потенциальных подозреваемых.
8 декабря 1981 года по версии следствия Дэвид Лукас убил Гейл Гарсиа, агента по недвижимости, которая была убита в доме, который она рекламировала на продажу или сдачу в аренду. В ходе расследования было установлено, что 8 декабря 1981 года, в день убийства, Гарсия находилась в доме с 16:00 до 18:00 чтобы показать его как минимум трем потенциальным клиентам, незадолго перед этим разместив в газете объявление о том, что недвижимость сдаётся в аренду с правом выкупа. Дом принадлежал подруге Гейл Гарсия по имени Аннет Гофф, которая позвонила ей около 17.30 и заявила о том, что приедет в дом для того, чтобы продемонстрировать его ещё одним потенциальным покупателям, которые являлись друзьями её бывшего мужа. Гофф прибыла в дом примерно в 18:05 вместе со своим братом Крисом и одним из сотрудников её бизнеса. Обнаружив открытой входную дверь, они вошли внутрь дома, где ответили на телефонный звонок и обнаружили в спальне дома труп Гейл Гарсия с перерезанным горлом, после чего обратились в полицию. Как и в случае с убийствами Сюзанны Джейкобс и её сына, преступник во время совершения убийства продемонстрировал большую физическую силу. Сильным ударом ножа он перерезал жертве сонные артерии и яремные вены с обеих сторон, разрезал мышцы шеи, перепонку между подъязычной костью и верхушкой щитовидного хряща и повредил второй шейный позвонок с правой стороны. Следствие склонялось к версии, что во время нападения Гарсия пыталась оказать сопротивление убийце, так как на её лице были обнаружены многочисленные ссадины и синяки, а один из её ногтей был сломан и был обнаружен в гостиной недалеко от парадной двери дома. Криминалист Рон Барри изучил 12 отпечатков пальцев, оставленные на месте преступления, но ни один из них не совпал с отпечатками Дэвида Лукаса. Сломанный ноготь Гейл Гарсии также не был исследован на наличие кожи, крови или других тканей, которые могли бы принадлежать убийце женщины.
Вечером 8 июня 1984 года Лукас по версии следствия совершил нападение на 34-летнюю Джоди Сантьяго Робертсон, которая в тот день находилась в Сан-Диего в доме своего брата. Вечером того дня женщина вышла из ресторана где-то между 22:30 и 23:00 и прошла к своему автомобилю на парковку, для того чтобы вернуться в квартиру своего брата. Когда Робертсон находилась на парковке жилого комплекса, Дэвид Лукас, которого она в конечном итоге опознала как нападавшего, подошёл к ней сзади, приставил нож к её горлу и начал угрожать ей убийством. Лукас отвёл Джоди Робертсон к своему спортивному автомобилю тёмно-бордового цвета, после чего отвёз её к себе в дом. Он вывел жертву из автомобиля, после отвёл в спальню дома, где связал ей руки за спиной и уложил на кровать. Дэвид Лукас изнасиловал женщину, после чего начал её душить до того момента, пока она не потеряла сознание. Развязав жертву, Лукас поместил её бессознательное тело в свой автомобиль, после чего сбросил её в заросли кустов на обочине дороги, располагавшейся на расстоянии километра от его дома. Перед тем как уехать, Лукас перерезал горло Джоди Робертсон и покинул место совершения преступления. Полуобнажённое тело женщины было обнаружено на следующее утро двумя местными жительницами, которые обратились в полицию, после чего Робертсон была доставлена в больницу, где ей была оказана медицинская помощь, благодаря чему женщина смогла выжить. Лукас нанёс ей режущую рану над кадыком, которая распространялась на гортань над голосовыми связками. Вследствие приложенной большой физической силы рана дошла до костей позвонков. Левая наружная яремная вена Джоди Робертсон была перерезана, но сонная артерия, правая наружная яремная вена и обе внутренние яремные вены остались неповреждёнными. На голове женщины в ходе медицинского освидетельствования также был серьёзный перелом черепа, простирающийся от задней части головы почти до каждого уха. Вдоль перелома, сразу за каждым ухом, участки кожи на её голове были скальпированы. Глубокие порезы на пальцах Робертсон на её правой руке проходили через сухожилия до кости. Жертва перенесла несколько операций и в конечном итоге через 18 дней после нападения была выписана из больницы, после чего дала показания полиции, во время которых описала следователям детали внешности Лукаса и внешнего вида его автомобиля. Джоди Робертсон заявила, что преступник водил автомобиль, похожий на «Datsun 280ZX» с механической коробкой передач, который имел номерной знак, состоящий из трёх цифр и трёх букв. Также она утверждала, что нападавший проживал в доме, перед которым была полукруглая подъездная дорога.
23 октября 1984 года по версии следствия Дэвид Лукас снова совершил двойное убийство. Его жертвами стали 24-летняя Ронда Стрэнг и 3-летняя Эмбер Фишер. На момент смерти 24-летняя Ронда Стрэнг была замужем за Робертом Стрэнгом, который являлся наркоманом, постоянно употреблявшим такие виды наркотика, как марихуана, кокаин и метамфетамин. Знакомые и родственники семьи неоднократно становились свидетелями многочисленных ссор между супругами, после того как Роберт Стрэнг начал продавать наркотики прямо у них дома. Друг и сотрудник Лукаса — Ричард Адлер был братом Ронды и познакомил его с девушкой и её мужем Робертом. Дэвид Лукас неоднократно посещал дом Стрэнгов с целью приобретения наркотиков, свидетелями чего были несколько других друзей и знакомых Роберта Стрэнга. По свидетельству родственников семьи, Ронда постоянно находилась в депрессии и испытывала стресс. Из-за опасения действий клиентов мужа и поставщиков ему наркотика, девушка очень внимательно следила за безопасностью дома, держала двери и окна всегда запертыми, а также принимала меры для того, чтобы тщательно проверить личность того человека, который находился на улице за входной дверью, прежде чем впустить его внутрь. Согласно свидетельствам её родственников, незадолго до гибели, Ронда подумывала о разводе с Робертом и вела дневник его финансовых сделок с потребителями и поставщиками.
Утром 23 октября 1984 года Роберт Стрэнг отправился на работу, где находился с 8:00 до 15:30. В его отсутствие, в его дом между 9:00 и 9:30 утра явился Грегори Фишер, давний друг Ронды, который отправляясь на работу оставил с ней свою трёхлетнюю дочь Эмбер Фишер для того, чтобы она присматривала за ним, пока он был на работе. Около 13.00 пятилетняя дочь Ронды и Роберта Стрэнгов — Эйприл вернулась домой из школы и обнаружила окровавленные тела своей матери и Эмбер Фишер, после чего побежала в дом соседа, который вызвал полицию.
Прибывшие сотрудники полиции кроме тела Ронды и Эмбер нашли маленькую дочь Ронды — Джессику, здоровью которой преступник не причинил никакого вреда.
В ходе осмотра места преступления, полиция никаких следов взлома обнаружить не смогла. Все двери дома и окна в доме были заперты, кроме двери между кухней и запертым гаражом. Как и в предыдущих случаях убийца убил своих жертв путём перерезания горла со значительным применением физической силы. Судебно-медицинский эксперт впоследствии заявил, что порезы были настолько глубокими, что следы пореза имелись даже на костях позвонков. На теле Ронды Стрэнг были обнаружены синяки и ссадины, свидетельствующие о том, что она пыталась оказать сопротивление своему убийце. На коже её лица и белках глаз имелось множество мелких поверхностных кровоизлияний, свидетельствующих о то, что непосредственно перед тем как перерезать ей горло, преступник некоторое время душил женщину с целью подавить её сопротивление. В ходе расследования, основным подозреваемым в совершении убийств стал муж Ронды — Роберт Стрэнг. Несколько соседей завили полиции, что несколько раз становились свидетелями того, как Ронда подвергалась физическому насилию со стороны мужа Роберта, который угрожал ей убийством.
8 июля 1984 года сосед стал свидетелем того, как Роберт Стрэнг обладавший взрывным характером, будучи в ярости бил стекло и крушил мебель в доме, в то время как Ронда взывала о помощи. Друзья убитой сообщили следователям, что иногда видели у Ронды синяк под глазом, а также ссадины синяки на лице, руках и теле. В августе 1984 года Роберт Стрэнг был арестован после того, как один из соседей увидел, как он угрожал Ронде пистолетом. Дочь пары Эйприл, во время разговора с представителями правоохранительных органов также заявила, что родители состояли в конфликте и в ночь перед убийством матери снова поссорились. На основании показаний друзей Роберта, было установлено что он коллекционировал ножи, носил нож на поясе, а иногда прятал его в ботинке.
В конечном итоге Роберт Стрэнг был задержан и подвергся допросу. Однако он предоставил на день убийства алиби, заявив что во время убийства жены находился на рабочем месте, что было подтверждено. Коллеги Стрэнга и его бригадир — Уильям Раллс подтвердили его алиби, заявив, что регулярно обращали особое внимание на присутствие Роберта на рабочем месте, поскольку он имел репутацию человека, покидающего рабочую площадку без соответствующего разрешения, благодаря чему Стрэнг был исключён из числа подозреваемых. Согласно другой версии следствия, убийцей женщины и девочки был один из клиентов или поставщиков наркотиков Стрэнга. Детектив полиции Сан-Диего Дейл Киттс заявил, что летом 1984 года Ронда начала с ним сотрудничать по поводу наркобизнеса её мужа, предлагая информацию о поставщике Роберта. По словам Киттса, Ронда тайно отслеживала деятельность Роберта, ведя дневник, записи телефонных разговоров, список торговцев наркотиками, клиентов и финансовых сделок. За несколько недель до убийства она неоднократно выражала уверенность в том, что за ней следят и собираются её убить, потому что она слишком много знала о наркобизнесе мужа.
После убийств полиция обыскала дом Стрэнга, но не нашла в ходе обыска ни дневника Ронды, ни других записей с именами людей, причастных к наркобизнесу Роберта.
19 ноября 1984 года Лукас по версии следствия совершил своё последнее убийство. Жертвой стала 22-летняя Энн Суонке. Вечером того дня Энн Суонке навещала своего парня Грегори Оберла недалеко от кампуса государственного университета Сан-Диего. Прежде чем Суонке покинула квартиру Оберла между 12:30 и 1:00 ночи 20 ноября, она упомянула ему, что в её автомобиле марки «Dodge Colt» заканчивается бензин.
В ту ночь её автомобиль заглох на середине пути до её дома, после чего она пешком направилась на заправочную станцию, где купила бензин и успешно вернулась назад к автомобилю, после чего исчезла. Её автомобиль был обнаружен брошенным рано утром 20 ноября 1984 года офицером полиции Чарльзом Дрейком. Когда он подошёл к машине, то обнаружил незапертую водительскую дверь и бумажник Энн Суонке, который находился на одном из сидений машины. В ходе осмотра автомобиля, Дрейк обнаружил на крышке багажника автомобиля со стороны водителя ключи от машины, фонарик и крышку бензобака. Сам бензобак был открыт, а канистра с бензином лежала на земле.
Труп Энн Суонке был найден утром 24 ноября 1984 года в неровной, каменистой, крутой и отдалённой местности, расположенной примерно на расстоянии двух километров от дома Дэвида Лукаса в Спринг-Вэлли. Обнажённое ниже пояса тело Суонке лежало лицом вниз в грязи у подножия крутого каменистого холма. На её шее была обнаружена серебряная цепочка-удавка, которая используется для привязи собак. Верхняя часть одежды была разрезана, обнажая её верхнюю часть туловища. Горло Суонке было перерезано. Согласно результатам судебно-медицинской экспертизы, которую провёл доктор Дэвид Кацуяма убийца применив значительную физическую силу, перерезал ей мышцы шеи вокруг гортани, саму гортань, пищевод, дыхательные пути, а также сонные артерии и яремные вены по обе стороны шеи. Следы порезов были обнаружены в шейных позвонках с повреждением соединительной ткани, скрепляющей позвоночник.
Изменение цвета кожи, травма языка и следы на шее Суонке соответствовали тому, что собачья цепь была туго затянута вокруг её шеи. Основываясь на наличии личинок мелких насекомых на трахее, частичном обезвоживании глаз и прохладной погоде предыдущих дней, судебно-медицинский эксперт не смог определить точную дату смерти девушки, но уверенно заявил, что смерть наступила не ранее 21 ноября 1984 года. Доктор Кацуяма предположил, что жертва была изнасилована, но следов биологических жидкостей преступника обнаружено не было. Под ногтями Энн Суонке были обнаружены частицы крови и эпителия, которые по версии следствия принадлежали преступнику, вследствие чего её ногти были подстрижены и собраны для проведения дальнейших судебно-медицинских экспертиз.

## Арест
Дэвид Лукас был арестован рано утром 16 декабря 1984 года в своём доме на территории города Спрингс-Вэлли, после чего ему было предъявлено обвинение в совершении нападения и попытке убийства 30-летней Джоди Робертсон. В ходе расследования, полиция Сан-Диего предоставила ей ряд фотографий из числа бывших преступников, ранее подвергавшихся уголовной ответственности за совершение изнасилований и нападений на женщин, после чего она идентифицировала по фотографии Дэвида Лукаса в качестве человека, который пытался её убить.
После ареста Лукас стал проверяться на причастность к совершению других убийств. Дэвид Лукас не смог предоставить алиби на день убийства Энн Суонге. В ходе расследования было установлено, что утром 20 ноября 1984 года он позвонил своему деловому партнёру Фрэнку Кларку и сказал, что ему необходим недельный отпуск, так как накануне он пострадал в ходе драки в баре. Кларк заявил полиции о том, что вечером 19 ноября 1984 года, накануне убийства Энн Суонге, он и Лукас уехали с работы на автомобиле Дэвида и пошли в бар, где выпили несколько кружек пива и употребили метамфетамин. Затем, согласно свидетельствам Кларка, они поехали к нему в дом, где появились примерно в 22:30. Этот вечер запомнился Кларку и его жене Сесилии, потому что она смотрела заключительную часть телевизионного мини-сериала «Роковое видение». По словам Кларка и его жены, Лукас покинул их дом примерно в полночь. Сосед Дэвида Лукаса, Ричард Адлер в свою очередь заявил полиции, что видел Дэвида днем 20 ноября и заметил свежие царапины на его лбу, обеих сторонах лица и щеках, которые всё ещё кровоточили. По словам Адлера, Лукас объяснил происхождение ран последствием драки в баре накануне. Коллеги по работе свидетельствовали, что Лукас появился на работе только лишь 23 ноября 1984 года. Фрэнк Кларк также подтвердил, что Лукас имел на левой стороне лица глубокие царапины, которые начали заживать. Они были около 12 сантиметров в длину, начинались от века, спускались по щеке и подбородку. Два рекламных представителя, посетившие в тот день их компанию по чистке ковров, также свидетельствовали о том, что заметили царапины на улице Лукаса. Для проведения криминалистической экспертизы, Лукас будучи в окружной тюрьме предоставил следствию образец своей крови. В ходе судебно-медицинской экспертизы было установлено, что частицы крови, обнаруженные под ногтями Энн Суонке соответствовали группе крови Лукаса. После ареста Лукаса, полиция провела обыск у него дома и в салоне его автомобиля, где обнаружила на овчинной обивке салона несколько пятен запёкшейся крови. В ходе криминалистической экспертизы было установлено, что группа крови найденных пятен соответствует группе крови Энн Суонке. В ходе обыска дома Лукаса, следователи обнаружили несколько ножей со следами износа, однако пятен человеческой крови на них обнаружить не удалось. Во время допроса жены Дэвида — Шеннон Лукас, следователи предъявили ей на опознание цепь, которая была обнаружена на шее убитой Энн Суонке. Шеннон Лукас уверенно опознала цепь и заявила, что она принадлежала их недавно умершей собаке.
В ходе расследования полиция нашла свидетеля похищения Энн Суонке. Ричард Лейва утверждал, что возвращаясь домой около часа ночи 20 ноября 1984 года, был остановлен на светофоре на пересечении улиц Джексон-Драйв и Флетчер-Паркуэй, где увидел машину, припаркованную у ближайшего обочины и девушку с канистрой в руках. Согласно его показаниям, за автомобилем девушки припарковался ещё один автомобиль, номерной знак которого имел необычную комбинацию букв: «TNCCNC», «CNCTNC» или возможно, «CNCINC», а также число из трёх цифр. Когда Лейва уехал, он заметил в зеркало заднего вида, что мужчина, вышедший из автомобиля подошёл к девушке. В ходе расследования было установлено, что Дэвид Лукас являлся владельцем автомобиля чёрного цвета марки «Datsun 280ZX», индивидуальный номерной знак которого был «CMC INC 2», который отсылал к названию его компании «Carpet Maintenance Company, Inc». Выжившая жертва Лукаса — Джоди Робертсон свидетельствовала о том, что похититель увёз её с места похищения на автомобиле этой марки, номерной знак которого также состоял из букв и цифр. Через три дня после похищения Робертсон местная газета опубликовала статью о её похищении, после чего Лукас обменял свой «Datsun 280ZX» на пикап марки «Toyota». Сотрудник компании Лукаса Ричард Адлер свидетельствовал о том, что после обмена помог Дэвиду снимать персональный номерной знак и чехлы из овчины с сидений «Datsun 280ZX» и перенести их в пикап «Toyota».
Джоди Робертсон после ареста Лукаса по памяти нарисовала небольшую схему интерьера его дома и кольцевой подъездной дороги. После того, как она визуально идентифицировала Дэвида Лукаса в качестве преступника, детективы отвезли её к месту расположения жилого комплекса её брата, где она была похищена, но она не смогла проследить маршрут, по которому Лукас увёз её в тот день к себе в дом. На следующий день, сотрудники правоохранительных органов доставили Робертсон на улицу где проживал Лукас. Проезжая мимо его дома, она уверенно опознала его как и полукруглую кольцевую дорожку. После этого ей было предъявлено несколько фотографий автомобиля марки «Datsun 280ZX», похожих на тот, который имелся в распоряжении Лукаса. Она заявила, фотографии соответствуют автомобилю, использовавшемуся в ночь нападения, однако, она не смогла с уверенностью это подтвердить. Тем не менее, на основании различных улик и свидетельских показаний в конце декабря 1984 года Дэвиду Лукасу было предъявлено обвинение в совершении 3 убийств и в совершении 1 нападения.
После ареста, Лукас проверялся на причастность к совершению убийства Гейл Гарсия, которая была убита 8 декабря 1981 года, в пустующем доме на территории города Спринг-Вэлли. В совершении её убийства, как и в случае 3 убийств, в совершении которых обвинялся Лукас — преступник продемонстрировал выраженный ему образ действия. Тем временем на Лукаса подал в суд его партнёр по фирме по чистке ковров Normal Heights в попытке расторгнуть партнёрство. Фрэнк Уильям Кларк в иске, поданном в Верховный суд на этой неделе, заявил что Лукас после ареста оказался неспособным управлять компанией.
В начале 1985 года Дэвиду Лукасу были предъявлены обвинения в совершении убийств Гейл Гарсия, 31-летней Сюзанны Камиллы Джейкобс и её 3-летнего сына Колина. По обвинению в этих убийствах полицией Сан-Диего в 1984 году был арестован 30-летний Джонни Масингейл, житель города Харлан (штат Кентукки), который вёл бродяжнический образ жизни и в 1979 году проживал на территории Сан-Диего. Масингейл после своего ареста в марте 1984 дал признательные показания в совершении убийств Сьюзанн Джейкобс и её сына Колина, после чего 10 месяцев провёл в окружной тюрьме «San Diego County Jail». После установления причастности Лукаса к совершению этих убийств, окружная прокуратура округа Сан-Диего сняла с Массингейла все обвинения и он был освобождён из-под стражи в январе 1985 года, после чего подал в суд на окружную прокуратуру, потребовав материальной компенсации в размере 3 000 000 долларов, заявив в своём иске о том, что страдая умственной отсталостью и имея всего четыре класса образования, после ареста подвергался давлению и пыткам со стороны следствия и вынужден был себя оговорить.
Следователи пересмотрели доказательства убийств Джейкобса и связали Лукаса с этими убийствами, в основном из-за рукописной записки, найденной на месте преступления, которая совпадала с его почерком. Через несколько недель после ареста Лукас, находясь в окружной тюрьме, он предоставил следователям несколько образцов своего почерка. Джон Дж. Харрис, эксперт по почерку и бывший президент двух национальных ассоциаций экспертов по документам, изучил эти образцы, а также другие письма, которые обвиняемый писал в прошлом. Харрис увеличил эти образцы и сравнил их с увеличенными фотографиями почерка на клочке бумаге с рукописной надписью «Love Insurance», после чего сделал вывод, что надпись была сделана рукой Дэвида Лукаса. Фрэнк Кларк, деловой партнёр Дэвида в компании по чистке ковров, был знаком с его почерком и впоследствии дал показания о том, что почерк на клочке бумаги соответствует почерку Лукаса, фраза «Love Insurance» — означает название страховой брокерской компании в Сан-Диего, а цифры на банкноте соответствовали её рабочему номеру телефона. Согласно отчётам брокерской компании, через два месяца после убийства Джейкобса обвиняемый приобрёл автострахование для своего автомобиля через агентство «Love Insurance».
Рой Нильсон, бывший заместитель шерифа, специализирующийся на экспертизе отпечатков обуви, изучил фотографию единственного кровавого следа, найденного в гостиной Джейкобсов, и пришёл к выводу, что рисунок подошвы соответствует рисунку подошвы «Vibram» размера 12. Весной 1979 года Дэвид Лукас работал в компании «Precision Metal», занимающейся ковкой металла, которая предоставляла своим сотрудникам ботинки с подошвой бренда «Vibram» 12-го размера, обрезанную так, чтобы она соответствовала обуви 10-го размера. Он сравнил отпечаток следа такого ботинка с фотографией кровавого следа на полу гостиной дома Джейкобс, после чего сделал вывод, что передняя часть подошвы ботинка хорошо соответствовала фотографии, но каблук смещался на три восьмых дюйма. Нильсон сделал заключение, согласно которому, это несоответствие могло быть результатом незначительных несоответствий в процессе производства обуви и кровавые отпечатки могли быть оставлены ботинками той же марки и размера, что и образец.
Образцы пятен крови, взятые с пола кухни, кухонной раковины, пола в гостиной, спальни и из-под обрезков ногтей Сюзанны Джейкобс были проверены на видовую принадлежность. В ходе судебно-медицинской экспертизы было установлено, что кровь соответствовала группе крови Сюзанны и её сына Колина, но не соответствовала группе крови Дэвида Лукаса, мужу Сюзанны — Майклу Джейкобсу и группе крови бывшему подозреваемому Джону Массингейлу.
Джон Симмс, криминалист из лаборатории судебно-медицинской экспертизы полицейского управления Сан-Диего, и Джеймс Бейли, криминалист из криминалистической лаборатории департамента шерифа округа Лос-Анджелес, после ареста Лукаса провели исследование частиц волос, собранных на месте преступления из сжатых рук Сюзанны Джейкобс. Они сравнили их с образцами волос Лукаса и Джона Массингейла. Симмс исключил Массингейла как источник этих волос, назвав их структуру и цвет как сильно отличающимися от цвета и структуры волос Массингейла. Симмс, однако, не смог ни включить, ни исключить Дэвида Лукаса как источник волос, найденных на правой руке Сюзанны, но описал некоторые образцы, максимально соответствующими структуре и цвету образцам волос, найденных на месте преступления. Бэйли, напротив, заявил, что в результате исследования. сделал вывод о том, большинство волос на правой руке Сюзанны физически и микроскопически были похожи на волосы Лукаса и могли принадлежать ему. По словам Бейли, некоторые волосы имели структуру и цвет, близкие к волосам Колина Джейкобса, но он не мог исключить Лукаса как источник этих волос.
Бэйли также полагал, что волосы, найденные на коврике под телом Сюзанны, были соответствовали волосам Дэвида Лукаса. Соседка Джейкобсов, Маргарет Харрис, заявляла о том, что утром в день преступления видела возле дома соседей спортивную машину бордового цвета, припаркованную возле резиденции Джейкобсов, после чего расследование сосредоточилось на том, имел ли Лукас когда-либо доступ к такому транспортному средству. В ходе расследования было установлено, что
20 декабря 1974 года мать Дэвида купила автомобиль марки MG Midget 1974 года выпуска. 11 ноября 1976 года Лукас был остановлен дорожной полицией за превышение скорости за рулём этого автомобиля, а восемь дней спустя попал на нём в аварию. Лукас отрицал свою причастность к совершению этих убийств. Он настаивал на том, что во время убийств в связи с его графиком работы в «Precision Metal» он работал в ночную смену и ему не разрешалось покидать объект раньше 9:00 утра, однако его алиби не подтвердилось. По данным табеля явки сотрудников компании «Precision Metal», Лукас отсутствовал на работе 3 и 4 мая 1979 года.

## Суд
Из-за большого количества убийств и длительного расследования уголовные дела к концу 1985 году составили несколько десятков томов, с которыми надлежало ознакомиться Лукасу и его адвокатам, благодаря чему предварительные судебные слушания начались только лишь в январе 1986 года. Первоначально планировалось провести несколько судебных процессов, на которых рассматривалась бы причастность Лукаса в совершении убийств по каждому эпизоду, однако прокуратура округа Сан-Диего подала ходатайство в суд об объединении всех уголовных дел и о проведении одного судебного разбирательства, которое было удовлетворено. Отбор членов присяжных заседателей начался в августе 1986 года, после чего дата открытия судебного процесса была назначена на начало 1986 года.
Судебный процесс открылся 3 января 1986 года и продлился 56 дней. Во время судебного процесса адвокаты Лукаса настаивали на его невиновности в совершении убийств Сьюзанны Джейкобс и её сына Колина. В подтверждение этой версии они привели показания свидетелей, которые свидетельствовали о том, что настоящим убийцей женщины и её ребёнка был бывший основной подозреваемый Джонни Масингейл. Так, согласно отчётам дорожного патруля города Сан-Диего, 15 августа 1980 года на территории округа Сан-Диего Джонни Массингейл был задержан офицером полиции Робертом Маклином. Согласно записям в отчёте, Массингейл во время задержания находился на автостраде и на тот момент путешествовал автостопом по городам штата Калифорния. Во время осмотра его личных вещей у него был обнаружен нож с фиксированным лезвием длиной от 15 до 20 сантиметров. Офицер Маклин появился в суде и заявил, что Массмнгейл во время задержания был неопрятно одет и демонстрировал девиантное поведение, вследствие чего вызвал сомнения в своей вменяемости. Джон Смит, который также был уроженцем округа Харлан (штат Кентукки) и знакомым Массингейла, утверждал что встретил его в конце августа 1980 года на заправочной станции в штате Аризона. По словам Смита, Массингейл находился в поисках работы и испытывал желание вернуться на территорию штата Калифорния с целью работы на шахтах, но заявил о том, что не может этого сделать так как находился в розыске по подозрению в совершении убийства. Смит утверждал, что предложил ему отвезти его обратно в округ Харлан на территорию Кентукки, но они в конечном итоге отправились в Калифорнию. По словам Смита, Массингейл в тот момент всегда имел при себе нож, длиной около 15 сантиметров. Через несколько дней Смит и Массингейл прибыли в Лос-Анджелес, где по пути подобрали ещё одного автостопщика по имени Джимми Джо Нельсон.
По свидетельствам Смита, во время поездки в Лос-Анджелес Массингейл много разговаривал и хвастался перед ним и Нельсоном о том, что перерезал людям горло. Джимии Джо Нельсон также был разыскан и доставлен в суд в качестве свидетеля защиты Дэвида Лукаса. В своих показаниях он заявил, что во время поездки в фургоне Смита в Лос-Анджелес, они обсуждали свои неудачные браки, после чего Массингейл в конечном итоге заявил, что женщинам следует перерезать в горло в ответ на неуважительное отношение к мужчинам. Нельсон описал Массингейла как человека с повышенной импульсивностью, с которым под влиянием нахлынувших чувств и эмоций возможен произойти приступ ярости и гнева.
Нельсон подтвердил показания Смита, заявив что Массингейл имел при себе нож с лезвием длиной около 15 сантиметров, который он носил на поясе в кожаной кобуре и демонстрировал им неплохие навыки владения холодным оружием в задней части фургона, вследствие чего по словам Нельсона, он и Смит испытывали перед ним страх. Приехав в Лос-Анджелес, Массингейл повёл Смита и Нельсона в один из гей-баров, расположенных в Голливуде, где по словам Смита и Нельсона, Массингейл будучи привлекательным и эпатажным человеком, занимался гомопроституцией с другими посетителями бара в туалете заведения.
В этот момент, по словам Нельсона, Массингейл принял большую дозу ЛСД, после чего будучи в состоянии наркотического опьянения поведал им о том, что весной 1979 года убил в Сан-Диего маленького ребёнка и его мать, которую звали «Сью», «Энн» или «Сюзанна». Массингейл якобы заявил, что после знакомства с женщиной, оказался у неё дома, где они в течение некоторого времени употребляли алкогольные напитки, собираясь заняться сексом, но из-за появления её малолетнего сына, женщина отказала ему в этом, после чего он впал в ярость, схватил её за волосы, избил её и перерезал ей горло, после чего убил её сына в ванной комнате. Смит и Нельсон свидетельствовали о том, что вскоре покинули Лос-Анджелес, а Массингейл остался там, продолжая вести бродяжнический образ жизни. Нельсон утверждал, что перед расставанием Массингейл подарил ему часть своей одежды, пару ботинок и некоторые другие вещи, среди них была полосатая шёлковая рубашка, на которой были заметны пятна крови и царапины. Ботинки по словам Нельсона были похожи на те, которые использовались рабочими на промышленных предприятиях.
Джимми Джо Нельсон вскоре стал подозреваемым в совершении убийства на территории штата Техас. Он был арестован 6 декабря 1980 года на территории штата Алабама и был впоследствии осужден. По словам сержанта Филлипса, который проводил допрос Нельсона в декабре 1980 года, он во время допроса рассказал ему о Массингейле, который перерезал ножом горло женщине и её ребёнку в Сан-Диего. По словам полицейского, Нельсон упомянул о синем автомобиле у дома и о том, что дом был белого цвета. Филлипс свидетельствовал на суде, что в то время ничего не знал об убийствах Сьюзан Джейкобс и её сына Колина, но после получения показаний от Нельсона он связался с детективом полиции Сан-Диего Дэвидом Эйерсом и рассказал ему об этом. Айерс повторно допросил Нельсона в январе 1981 года, во время которых он подтвердил свои показания. Массингейл был обнаружен на территории округа Харлан, штат Кентукки, в середине марта 1984 года, после чего подвергся допросу.
В течение пятичасового допроса Массингейл признался, что находился в Сан-Диего в начале лета 1979 года и вынужденно признался в том, что год спустя встретил Смита, путешествуя автостопом, но отрицал свою причастность к убийствам Джейкобс и её сына Колина. Он отказался признаться в том, что всегда имел при себе нож и заявил о том, что никогда не был знаком с Джимми Джо Нельсоном, но по окончании допроса согласно неожиданно признал свою вину. Массингейл пояснил, что встретил Сью Джейкобс в баре, где выпил большое количество алкогольных напитков, после впал в состоянии амнезии и не мог вспомнить, как он оказался в её доме. Он опознал внешний вид дома и его интерьер по предъявленным ему фотографиям и вспомнил, что рядом с домом был припаркован автомобиль синего цвета. Массингейл заявил, что они с женщиной сидели на диване в гостиной её дома, после чего между ними произошла ссора из-за её сына, в ходе которой он совершил на неё нападение и перерезал ей горло, после чего убил её сына аналогичным способом. Массингейл также поведал о том, что с целью устранения улик, мыл руки и посуду в ванной и в кухонной раковине, после покинул дом через чёрный вход под лай собак.
Массингейл рассказал детективам, что, по его мнению, женщине было около 27 лет, а её сыну около пяти. Несостыковки между своими показаниями и показаниями Нельсона он объяснил тем, что в момент совершения убийства находился в состоянии алкогольного и наркотического опьянений и не мог детально с точностью воспроизвести все события того дня. На судебном процессе Дэвида Лукаса в 1989 году, Массингейл, будучи в статусе свидетеля обвинения, заявил, что оговорил себя, испытывая давление следствия, в то время как сотрудники правоохранительных органов, принимавшие участие в его допросе, в качестве свидетелей защиты Лукаса заявили в суде, что никакого давления на Массингейла ими не оказывалось и он добровольно сделал признательные показания в совершении убийства Сьюзан Джейкобс и её сына Колина. Защита Дэвида Лукаса не смогла суду предоставить рациональное объяснение тому, что клочок бумаги страхового агентства с надписью «Love Incurance» принадлежал Джонни Массингейлу. По версии адвокатов Лукаса, клочок бумаги оказался в одежде Массингейла, так как она была выдана ему в качестве пожертвования сотрудниками благотворительной организации «Армия спасения», где Массингейл нашёл приют в начале 1979 года, что было подтверждено капелланом филиала этой организации в Сан-Диего, который подтвердил на судебном процессе, что Массингейл несколько раз в 1979 году просил у организации место для ночлега, бесплатную еду и одежду.
Помимо этого, Лукас и его адвокаты представили доказательства, опровергающие версию обвинения о том, что автомобиль Дэвида Лукаса был замечен рядом с домом Сьюзаны Джейкобс в день убийства. Одна из соседок убитой женщины по имени Джанетт Робертсон заявила в суде, что 4 мая 1979 года проезжала мимо дома Джейкобс около 9 часов утра и ещё два раза позже, но ни в одном из этих случаев она не видела ни одной машины, припаркованной на подъездной дорожке к дому. Мать Лукаса, Патриция Катценмайер, заявила, что автомобиль «MG Midget» 1974 года выпуска, который она купила в 1974 году и который по версии следствия был замечен Маргарет Харрис, соседкой Сью Джейкобс, возле её дома в день убийства — с марта 1979 года и до 1981 года стоял в гараже её дома в неисправном состоянии. В качестве свидетеля защиты адвокаты Лукаса вызвали в суд Денниса Смита, который купил «MG Midget» у Катценмайер в 1981 году. По словам Смита, машина требовала ремонта из-за поломанного двигателя. Смит заявил суду, что починил двигатель, перекрасил автомобиль в красный цвет и продал его в 1986 году.
Также адвокаты Лукаса вызвали в суд свидетелей, которые заявили о том, что он не мог оставить кровавые следы своих ботинок в доме, где были убиты Джейкобс и её сын. По версии адвокатов, следы в доме были оставлены капитаном Эдвардом Фэйрхерстом, который был первым сотрудником полиции, вошедшим в дом Джейкобса в день убийства. Он был вызван в суд, после чего в ходе изложения доводов обвинения заявил, что в тот день он не носил ботинок с подошвой бренда «Vibram» и отрицал тот факт, что в качестве обуви носил когда-либо такие ботинки. Однако некто Дэвид Дэйвуд опроверг его заявление. Он заявил на суде, что примерно за месяц до убийства ремонтировал ботинки Фэйрхерста с подошвой бренда «Vibram». В качестве свидетеля защиты выступил другой сотрудник полиции Сан-Диего Уильям Пон Кейвдж, который утверждал, что в 1985 году капитан Фэйрхерст признался ему в том, что из-за небрежных действий со своей стороны он наступил в лужу крови, появивишись на месте преступления, после чего оставил кровавые следы своей обуви на полу комнаты в доме. Его показания подтвердил другой сотрудник полиции, Томас Колдуэлл, который в свою очередь заявил, что Фэйрхерст в 1986 году также признался ему в том, что окровавленный след на месте преступления в действительности был оставлен им, а не преступником.
Джордж Джексон, коллега Дэвида Лукаса на предприятии «Precision Metal», был вызван в суд в качестве защиты и описал состояние пола на заводе. Он утверждал, что пол завода был покрыт смазочными материалами и стальной стружкой, используемой в процессе ковки. Смазочные материалы сильно пачкали одежду, а стружка застревала в щелях подошв ботинок. По словам Джексона, никто из сотрудников завода не носил заводскую обувь за пределами предприятия, так как стальная стружка и прочие абразивные материалы, находящиеся на подошве ботинок портили полы и напольные покрытия в комнатах и салонах автомобилей.
Также в качестве свидетеля, адвокаты Лукаса вызвали в суд Дэвида Олексова, эксперта по почерку из криминальной лаборатории департамента шерифа округа Сан-Диего. Олексов несколько раз проверял почерк на клочке бумаге с надписью «Love Insurance», как до, так и после того, как записка стала нечитаемой. После ареста Лукаса, Дэвид Олексов сравнил известные образцы почерка обвиняемого с фотографиями надписи «Love Insurance». Поскольку на момент проведения судебного процесса, клочок бумаги был испорчен и от улики осталась только его фотография, Олексов на суде не смог точно идентифицировать Лукаса как автора надписи. Олексов объяснил, что поскольку он имел дело с фотографией, он не смог провести микроскопическое исследование оригинала и изучить колебания тиснения, вызванные давлением руки, благодаря чему вероятность того, что почерк на бумаге принадлежал Лукасу была подвергнута сомнению. Тем не менее, на судебном процессе Дэвид Олексов заявил суду, что по его мнению именно Дэвид Лукас написал слова «Love Insurance» на клочке бумаги.
В случае с убийством Гейл Гарсия, Дэвид Лукас предоставил алиби. Он утверждал, что в день совершения убийства, 8 декабря 1981 года он находился в доме своей матери по случаю дня рождения одного из своих родственников, что было подтверждено его матерью, братом, отчимом и его женой. Лукас представил их показания, согласно которым он со своей женой Шеннон пробыл на вечеринке два-три часа и ушёл после наступления темноты. Суд принял к сведению, что 8 декабря 1981 года солнце зашло в 16:43, а Гарсия была убита в промежутке между 17.35 и 18.00 часами. В ходе расследования следствие пыталось доказать, что Лукас имел предостаточно времени для того чтобы совершить убийство, с целью чего был проведен следственный эксперимент. Офицер Томас Колдуэлл проехал от дома, где проводилась семейная вечеринка по случаю дня рождения до дома, где была убита Гарсия. Дома находились на расстоянии около 11 километров друг от друга. Колдуэллу потребовалось 42 минуты для того, чтобы доехать до дома, где была убита Гарсия, однако суд подверг причастность Лукаса к совершению этого убийства сомнению, так как точное время ухода Дэвида Лукаса с семейного праздника было неизвестно.
Лукас отрицал причастность к совершению нападения на Джоди Робертсон. Его адвокаты подвергали сомнению достоверность её показаний, так как она во время нападению получила травму головы. Доктор Шелдон Зигельбаум свидетельствовал на судебном процессе, что Робертсон была доставлена в больницу с низким кровяным давлением, что предполагало неспособность её сердца перекачивать нормальный объём крови и кислорода в мозг. По словам доктора эта потеря кислорода, если она значительная по продолжительности, вызвала повреждение клеток головного мозга и могла привести к ухудшению её памяти. Во время прохождения курса лечения в больнице у Робертсон наблюдались значительные признаки психомоторной отсталости. После выписки Робертсон из больницы и социальный работник, и врач-психиатр диагностировали у Робертсона посттравматическое стрессовое расстройство. По словам доктора Зигельбаума, закрытые травмы головы и диагноз посттравматического стрессового расстройства связаны между собой и могут увеличить вероятность потери памяти. Закрытые травмы головы могут ухудшить способность человека воспринимать, запоминать и созерцать события и окружающую среду, а также эффективно использовать эту информацию в дальнейшем.
Четверо бывших сотрудников компании Дэвида Лукаса — Уильям Джонсон, Митчелл Хоэн, Деннис Адэр и Лорен Линкер свидетельствовали на суде, что машина Лукаса была оснащена компьютеризированной системой оповещения, которая предупреждала об открытии двери. Однако Робертсон в своих показания не упоминала ничего подобного, вследствие чего адвокаты Лукаса настаивали на том, что её показания недостоверны и во время её похищения был использован автомобиль, который Дэвиду Лукасу не принадлежал. Лукас предоставил алиби на время похищения Робертсон, которое было подтверждено рядом его друзей, в то время как обвинение предоставило суду результаты судебно-медицинской экспертизы биологических следов, найденных на теле изнасилованной жертвы, которые показали соответствие группы крови Лукаса с группой преступника.
В конечном итоге 21 июня 1989 года после восьми дней осуждения, жюри присяжных заседателей признало виновным Дэвида Лукаса в совершении убийств Сьюзан Джейкобс, её сына Колина и Энн Суонге. Также он был признан виновным в совершении похищения и изнасилования Джоди Робертсон. Из-за недостатка доказательств Лукас был оправдан в совершении убийства Гейл Гарсия. Мнения членов жюри присяжных заседателей о виновности Дэвида Лукаса в совершении убийств Ронды Стрэнг и Эмбер Фишер разделились, благодаря чему они не смогли вынести единогласный вердикт. 19 сентября 1989 года Дэвид Лукас был приговорен к смертной казни за совершение 3 убийств. Суд назначил новую дату проведения судебного процесса для установления причастности Лукаса в совершении убийств Стрэнг и Фишер, но прокуратура округа Сан-Диего сняла с него обвинения на основании того, что он уже был приговорен к смертной казни.

## В заключении
Все последующие годы жизни Дэвид Лукас провёл в камере смертников тюрьмы Сан-Квентин. В 2014 году его адвокаты подали апелляцию, требуя отмены обвинительного вердикта и назначение ему нового судебного разбирательства, но в 2016 году апелляция была отклонена. По состоянию на сентябрь 2023 года 67-летний Дэвид Лукас жив и продолжает дожидаться исполнения своего смертного приговора в тюрьме Сан-Квентин.